# (400128) 2006 UG126
(400128) 2006 UG126 es un asteroide perteneciente al cinturón de asteroides, descubierto el 19 de octubre de 2006 por el equipo del Spacewatch desde el Observatorio Nacional de Kitt Peak, Arizona, Estados Unidos.

## Designación y nombre
Designado provisionalmente como 2006 UG126.

## Características orbitales
2006 UG126 está situado a una distancia media del Sol de 2,858 ua, pudiendo alejarse hasta 3,062 ua y acercarse hasta 2,654 ua. Su excentricidad es 0,071 y la inclinación orbital 5,075 grados. Emplea 1765,04 días en completar una órbita alrededor del Sol.

## Características físicas
La magnitud absoluta de 2006 UG126 es 17,3.